# 雙斑短鰭蓑鮋
雙斑短鳍蓑鮋又名雙眼斑多臂蓑鮋，是輻鰭魚綱鮋形目鮋科的一种。

## 分布
本魚分部於印度太平洋海域，從斯里蘭卡至社會群島。

## 深度
水深1至40公尺。

## 特徵
本魚頭部棘棱發達具有數個小皮辮，鼻部有2條延長如帶狀的皮辮；口大，端位斜裂，下頜稍突出。胸鰭擴大如扇；背鰭棘延長，色澤鮮艷警告意味明顯。與簑鮋屬最主要差別在於本屬魚類的胸鰭鰭條較短，末端不會超過尾鰭基部，胸鰭長而寬，下部鰭條分支，背鰭長度長，約與體高相等，背鰭軟條有兩個眼狀斑點，外緣白色，腹鰭黑色而有白邊，身體有4條暗色縱帶。尾鰭上佈滿橫行的斑紋點。體長可達22公分。鰭上硬棘上有毒，應小心。

## 生態
棲息於珊瑚繁茂的熱帶清澈水域，晝伏夜出，以魚類和甲殼類為食。

## 經濟利用
體色鮮艷，適宜觀賞，鮮少人食用。